# Рудницький Володимир Андрійович
Володимир Андрійович Рудницький (25 липня 1876 - †?) — старшина Дієвої армії УНР.

## Життєпис
Народився у місті Житомир. Закінчив Володимирський Київський кадетський корпус, артилерійське училище. Станом на 1 січня 1910 р. — штабс-капітан 45-ї артилерійської бригади (Вількомир). Останнє звання у російській армії — полковник.
З 17 жовтня 1918 р. — командир 3-го важкого гарматного полку Армії Української Держави. Навесні 1919 р. був приділений до штабу 1-ї Волинської гарматної бригади Дієвої армії УНР. 
17 травня 1919 р. потрапив у Луцьку до польського полону. З 29 вересня 1919 р. — у розпорядженні штабу Дієвої армії УНР. З кінця жовтня 1919 р. — приділений до штабу 9-ї Залізничної дивізії Дієвої армії УНР. 
Подальша доля невідома.